# 윤제이
윤제이(1995년 5월 10일~)는 대한민국의 남자 아이돌 가수이고 카이스트 출신 배우 윤소희의 남동생이다.

## 학력
- 대명중학교 (졸업)
- 중앙대학교 사범대학 부속고등학교 (졸업)
- 중앙대학교 적십자간호대학 간호학과 (졸업)